# Sipti
Sipti (en népalais : सिप्टी) est un comité de développement villageois du Népal situé dans le district de Darchula. Au recensement de 2011, il comptait 4 339 habitants.